# Hieracium breazense
Hieracium breazense es una especie de planta con flor del género Hieracium, de la familia Asteraceae, orden Asterales.

## Distribución
Hieracium breazense se distribuye por Rumania.

## Taxonomía
Fue descrita científicamente por E. I. Nyárády. Fue publicada en Bul. Grăd. Bot. Univ. Cluj 13: 66.